# معركة لارغا
معركة لارغا وقعت بين 65000 من سلاح فرسان تتار القرم و15000 من مشاة العثمانية تحت قيادة كابلان جيراي ضد 38،000 من الروس تحت قيادة المشير روميانتسيف على ضفاف نهر لارغا (أحد روافد نهربروت) لمدة ثماني ساعات في 7 تموز 1770. وكان حارب في نفس اليوم كما معركة شيسما، إلتزام بحرية رئيسيا في الحرب الروسية-التركية 1768-1774. كانت المعركة نصرا حاسما بالنسبة للروس الذين استولواعلي 33 مدفع تركي ومعسكر العدو واسعة. لهذا الانتصار، منحت روميانتسيف وسام القديس جورج من درجة أولي. وبعد أسبوعين، وسجل الروس فوزا أكبر في معركة كاغول.